# 金塔隔距兰
金塔隔距兰（学名：Cleisostoma filiforme）为兰科隔距兰属下的一个种。

## 扩展阅读
- 維基物種上的相關：金塔隔距兰